# Google Fusion Tables
Google Fusion Tables (o simplemente Fusion Tables) es un servicio web de Google para la gestión de datos. Los datos se almacenan en varias tablas que los usuarios de Internet pueden ver y descargar. El sitio web se inauguró en el verano del hemisferio norte de 2009 anunciado por Alon Halevy y Shapley Rebecca.
El servicio web proporciona un medio para visualizar los datos con gráficos circulares, gráficos de barras, diagramas de dispersión y líneas de tiempo; así como mapas geográficos basados en Google Maps. Los datos se exportan en un formato de archivo y los valores son separados por comas.
El papel de Google Fusion Tables fue descrito como importante para la investigación y la representación de datos en 2010.
El 11 de diciembre de 2018, se anunció que Fusion Tables va a ser retirado del mercado desde el 3 de diciembre de 2019.